# Paul-Jacques Bonzon
Paul-Jacques Bonzon (August 31, 1908 - 24 de setembre de 1978) va ser un escriptor francès, conegut per la sèrie Les sis compagnons. Va néixer a Sainte-Marie-du-Mont, Manche i va ser educat a Saint-Lô. El 1935 es va casar amb una mestra del Droma i es va traslladar a aquest departament, on va treballar com a mestre i més tard com a batlle durant vint-i-cinc anys. Va morir a Valença el 1978.

## Publicacions
- Mamadi ou le petit roi d'ébène
- Le petit passeur du lac
- Du gui pour Christmas
- The orphans of Simitra / Les orphelins de Simitra. Adapted by Nippon Animation into the anime series Porphy no Nagai Tabi.[2]
- Le cheval de verre
- Soleil de mon Espagne
- La promesse de Primerose
- Un secret dans la nuit polaire
- The gold cross of Santa Anna / La croix d'or de Santa-Anna
- Le viking au bracelet d'argent
- La disparue de Montélimar
- Mon Vercors en feu
- Le voyageur sans visage
- La ballerine de Majorque
- L'Éventail de Séville